# Вірджинія-Гарденс (Флорида)
Вірджинія-Гарденс (англ. Virginia Gardens) — селище (англ. village) в США, в окрузі Маямі-Дейд штату Флорида. Населення — 2364 особи (2020).

## Географія
Вірджинія-Гарденс розташована за координатами 25°48′34″ пн. ш. 80°17′51″ зх. д. / 25.80944° пн. ш. 80.29750° зх. д. (25.809513, -80.297484).  За даними Бюро перепису населення США в 2010 році селище мало площу 0,76 км², уся площа — суходіл.

## Демографія
Згідно з переписом 2010 року, у селищі мешкало 2375 осіб у 899 домогосподарствах у складі 591 родини. Густота населення становила 3113 осіб/км².  Було 949 помешкань (1244/км²).
Расовий склад населення:
| - 90,7 % — білих - 2,7 % — чорних або афроамериканців - 1,7 % — азіатів - 2,8 % — осіб інших рас |

До двох чи більше рас належало 2,1 %. Частка іспаномовних становила 77,3 % від усіх жителів.
За віковим діапазоном населення розподілялося таким чином: 21,3 % — особи молодші 18 років, 63,5 % — особи у віці 18—64 років, 15,2 % — особи у віці 65 років та старші. Медіана віку мешканця становила 41,0 року. На 100 осіб жіночої статі у селищі припадало 93,7 чоловіків;  на 100 жінок у віці від 18 років та старших — 91,4 чоловіків також старших 18 років.
Середній дохід на одне домашнє господарство  становив 60 682 долари США (медіана — 50 573), а середній дохід на одну сім'ю — 65 210 доларів (медіана — 53 942). Медіана доходів становила 40 976 доларів для чоловіків та 28 446 доларів для жінок. За межею бідності перебувало 15,9 % осіб, у тому числі 24,4 % дітей у віці до 18 років та 22,1 % осіб у віці 65 років та старших.
Цивільне працевлаштоване населення становило 1461 особа. Основні галузі зайнятості: науковці, спеціалісти, менеджери — 16,4 %, освіта, охорона здоров'я та соціальна допомога — 15,8 %, мистецтво, розваги та відпочинок — 12,0 %, транспорт — 11,4 %.